# Cross Plains (Tennessee)
Cross Plains è un comune degli Stati Uniti d'America, situato nello Stato del Tennessee, nella Contea di Robertson.